# Communauté de communes du Plateau du Vexin
La Communauté de communes du Plateau du Vexin est une ancienne communauté de communes française, située dans le département du Val-d'Oise et la région Île-de-France.
Elle a disparu le 1er janvier 2013 par sa fusion au sein de la communauté de communes Vexin Centre.

## Historique
L'intercommunalité a été créée le 30 octobre 2003.
Cette petite intercommunalité fusionne avec la communauté de communes des Trois Vallées du Vexin et la communauté de communes Val de Viosne pour former, le 1er janvier 2013, la communauté de communes Vexin Centre.

## Le territoire communautaire

### Composition
La communauté de communes du Plateau du Vexin regroupait en 2012 les huit communes suivantes :
- Le Bellay-en-Vexin
- Cléry-en-Vexin
- Commeny
- Gouzangrez
- Guiry-en-Vexin
- Le Perchay
- Moussy
- Nucourt

## Organisation

### Siège
La communauté de communes avait son siège en mairie de Nucourt, rue de la Boutrolle. 

### Élus
La communauté de communes était administrée par son conseil communautaire, composé de  conseillers municipaux représentant chacune des  communes membres.

### Liste des présidents
| Période                                  | Période       | Identité          | Étiquette | Qualité |
| ---------------------------------------- | ------------- | ----------------- | --------- | --- |
| Les données manquantes sont à compléter. |               |                   |           | |
| avant 2009                               | décembre 2012 | Jean-Pierre Radet | DVD       | Agriculteur Maire de Commeny (1977 → ) Président de la Chambre d'agriculture d'Ile-de-France[Quand ?] Vice-président du Parc naturel régional du Vexin français (2011 → ? ) Vice-président de la communauté de communes Vexin Centre (2013 → ) |

### Compétences
L'intercommunalité exerçait les compétences qui lui avaient été transférées par les communes membres dans les conditions déterminées par le code général des collectivités territoriales. Il s'agissait de : 
- Aménagement de l’espace :
  - Études et réalisations de toutes opérations d’intérêt communautaire et concourant à l’aménagement de l’espace. Dans ce cadre, la communauté pourra assurer l’entretien, l’aménagement et la gestion des sentiers et chemins ruraux communaux par voie de convention avec les communes ;
  - Acquisitions et constitutions de réserves foncières destinées aux activités et équipements communautaires.
  - Participation aux actions de développement et d’aménagement conduites notamment dans le cadre de la Charte du Parc naturel régional du Vexin français.

- Développement économique :
  - Études, création, aménagement, gestion et entretien des zones d’activités économiques déclarées d’intérêt communautaire, et notamment l’extension de la zone d’activités communale de Nucourt.
  - Études et actions visant à développer, promouvoir et organiser une offre touristique communautaire à l’échelle du territoire. Cette action pourra se faire dans le cadre d’un partenariat avec le Parc naturel régional du Vexin français et avec tous les acteurs et organismes habilités à intervenir dans ce champ de compétence.

- Voirie :
  - Études préalables à la définition des critères pour déterminer la voirie d’intérêt communautaire ;
  - Construction, aménagement et entretien de la voirie reconnue d’intérêtcommunautaire.

- Équipements sportifs, culturels et d’enseignement élémentaire et préélémentaire.
  - Études préalables à la définition des critères pour déterminer les équipements en la matière d’intérêt communautaire.
  - Construction, aménagement, entretien, gestion voire animation par le recrutement de personnel spécialisé de ces équipements d’intérêt communautaire.

- Protection et mise en valeur de l’environnement
  - Collecte et traitement des ordures ménagères dans le cadre du S.M.I.R.T.O.M. du Vexin.

- Politique du logement et cadre de vie
  - Études, réalisations, mises en œuvre et suivis d’actions en lien avec l’habitat (OPAH…). Cette compétence pourra se faire dans le cadre de partenariats et de conventions avec le Parc naturel régional du Vexin français.

- Petite enfance et périscolaire
  - Études, coordination et développement d’actions en faveur de l’accueil de la petite enfance et du périscolaire. La communauté de communes est compétente pour créer, gérer et entretenir des équipements reconnus d’intérêt communautaire. La communauté pourra contractualiser pour ces équipements d’intérêt communautaire avec les organismes compétents notamment dans les dispositifs contractuels existants en la matière.

- Sécurité publique
  - La communauté de communes pourra étudier voire conventionner avec les services compétents dans les dispositifs contractuels existants en la matière.

### Régime fiscal et budget
La communauté de communes était un établissement public de coopération intercommunale à fiscalité propre.
Afin de financer l'exercice de ses compétences, la communauté de communes percevait une fiscalité additionnelle aux impôts locaux des communes, sans fiscalité professionnelle de zone (FPZ ) et sans fiscalité professionnelle sur les éoliennes (FPE).